# جبوبة غزال (يريم)

تعديل مصدري - تعديل

جبوبة غزال محلة تابعة لقرية جبل مطير، التابعة لعزلة عراس بمديرية يريم إحدى مديريات محافظة إب في الجمهورية اليمنية.، بلغ تعداد سكانها 192 حسب تعداد اليمن لعام 2004.